# Vater werden ist nicht schwer (Tschechow)

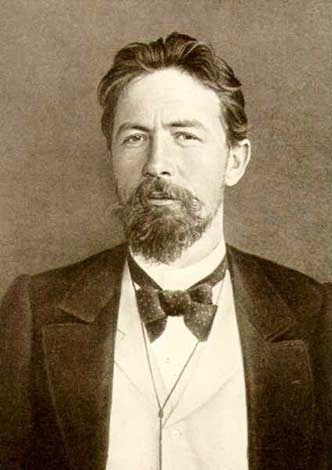
Anton Tschechow

Vater werden ist nicht schwer, auch Sünde, Die Sünde und Der Fehltritt (russisch Беззаконие, Bessakonije), ist eine Erzählung des russischen Schriftstellers Anton Tschechow, die am 4. Juli 1887 im Sankt Petersburger Witzblatt Oskolki erschien.
Wladimir Czumikows Übertragung ins Deutsche kam 1898 bei Albert Langen in München heraus. Andere Übersetzungen: 1886 ins Ungarische (A gyermek), 1891 ins Serbokroatische (Najdenec), 1895 ins Rumänische (Bastard!) und 1926 ins Polnische (Bezprawie).

## Handlung
Auf einem seiner abendlichen Spaziergänge kommt der adelige Kollegienassessor Ssemjon Erastowitsch Ssemigussew an der Stelle vorbei, an der sein früheres Dienstmädchen Agnija einst fünftausend Rubel von ihm forderte. Weil der Assessor und seine Ehefrau Anna Filippowna kinderlos geblieben waren, hatte Ssemjon sich mit Agnija eingelassen. Letztere verlangte im Gegenzug Geld. Ssemigussew konnte nicht zahlen und fürchtete Agnijas nächste Schritte. 
Daheim angekommen, ist es längst finster geworden. Der Assessor findet auf der Treppe ein Bündel vor, dessen Inhalt er für sein leibliches Kleinstkind hält. Er will es einem Reichen auf die Treppe legen, überlegt es sich aber in letzter Minute. Zusammen mit dem Kind geht er heim und gesteht Anna Filippowna seinen Fehltritt. Vor deren Erschrecken und Weinen flieht Ssemjon an die frische Luft. Im Gespräch mit dem Hausknecht Jermolaj erweist sich, dass die Wäscherin Akssinja den Bedienten Jermolaj aufgesucht und ihr Kind auf der Haustreppe abgelegt hatte. Dann war das Kleine auf einmal verschwunden.
Der Assessor stellt seiner verweinten Frau gegenüber das Ganze als Scherz hin und befiehlt ihr: „Bring es dem Hausknecht.“

## Hörspiel
- Rundfunk der DDR 1972, Eine schlimme Sache. Der Fehltritt. Zwei Hörspiele von Joachim Staritz mit Walter Lendrich, Hans-Edgar Stecher und Gerhard Rachold.[6]

## Deutschsprachige Ausgaben
- A. P. Tschechow: Der Fehltritt und andere Erzählungen. Ausgewählt von Werner Berthel. Aus dem Russischen von Reinhold Trautmann. 195 Seiten Insel-Verlag (it 396), Frankfurt am Main 1979, ISBN 3-458-32096-2

### Verwendete Ausgabe
- Der Fehltritt. S. 30–37 in A. P. Tschechow: Neue Meistererzählungen. Deutsch von Reinhold Trautmann. 367 Seiten. Dieterich’sche Verlagsbuchhandlung, Leipzig 1949 (Aufl. 1958, Vorwort 20 Seiten von R.M.)